# Mahonia cardiophylla
Mahonia cardiophylla là một loài thực vật có hoa trong họ Hoàng mộc. Loài này được T.S. Ying & Boufford mô tả khoa học đầu tiên năm 2001.